# Johann Christoph Eisenmenger der Ältere
Johann Christoph Eisenmenger der Ältere (* 6. September 1592 in Heilbronn; † 20. Februar 1663 ebenda) war ab 1626 Stadtarzt in Heilbronn.

## Leben
Johann Christoph Eisenmenger war der Sohn des Stadtarztes Jeremias Eisenmenger, studierte ab 1608 in Heidelberg und erlangte 1614 in Basel den Doktortitel. Nach einer Zeit in Frankfurt am Main kehrte er 1616 in seine Vaterstadt zurück, wo er sich als praktischer Arzt niederließ. Sein Vater setzt sich dafür ein, dass er das Bürgerrecht erhielt und zum Nachfolger als Stadtarzt bestimmt wurde. Dieses Amt trat er am 2. Januar 1626 an und hatte es bis zu seinem Tod 1663 inne. Er war verheiratet mit der Heilbronner Bürgerstochter Maria Magdalena Imlin. Auf dem Sterbebett empfahl er seinen gleichnamigen Sohn Johann Christoph (1620–1670) als Nachfolger.
Eisenmenger hat wie bereits sein Vater seine Erfahrungen aus seiner ärztlichen Tätigkeit schriftlich festgehalten. Die Schriften kamen 1802 von der Stadtbibliothek in die Bibliothek des Heilbronner Gymnasiums, wo sie von Rektor Friedrich Pressel bearbeitet wurden und schließlich beim Luftangriff vom 4. Dezember 1944 verbrannten.
Bekannt wurde Eisenmenger vor allem durch seine Untersuchung des Wassers des Fleiner Leberbrunnens, dem er 1632 eine Heilwirkung zusprach.

## Werke
- Johann Christoph Eysenmenger: Historische Beschreibung, welcher Gestallt der Leber-Bronnen, nahe hinder dem Dorff Flein, in deß Heyligen Reichs Statt Heylbornn Territorio gelegen, in Gebrauch kommen, was in seiner Proba vor Mineralia befunden: und waserley Tugent unnd Wirckungen auß dero Vermischung zugewarten. Kraus, Heylbronn 1632 (Volltext in der Google-Buchsuche).